# Anchovy
Anchovy är en ort i Jamaica.   Den ligger i parishen Parish of Saint James, i den västra delen av landet, 130 km väster om huvudstaden Kingston. Anchovy ligger 214 meter över havet och antalet invånare är 4 161. Den ligger på ön Jamaica.
Terrängen runt Anchovy är kuperad norrut, men söderut är den platt. Runt Anchovy är det tätbefolkat, med 276 invånare per kvadratkilometer. Närmaste större samhälle är Montego Bay, 6,9 km norr om Anchovy. I omgivningarna runt Anchovy växer i huvudsak städsegrön lövskog.